# Work-Life-Balance
Der Begriff Work-Life-Balance steht für einen Zustand, in dem Arbeits- und Privatleben miteinander in Verbindung stehen. Die Begriffsbildung Work-Life-Balance stammt aus dem Englischen: Arbeit (work), Leben (life), Gleichgewicht (balance).

## Einführung
Beruf, gegebenenfalls auch mehrere Berufstätigkeiten zur gleichen Zeit, Familie, soziale Aktivitäten, Freizeit usw. werden im Zusammenhang mit Verwendung des Begriffs Work-Life-Balance als verschiedene Lebensbereiche („life domains“) verstanden, die im Gleichgewicht gehalten werden sollen (life-domains balance) und sich gegenseitig möglichst nicht behindern (geringer life-domains conflict) und sich idealerweise gegenseitig unterstützen (hohe life-domains facilitation).
Der Ausdruck Work-Life-Balance (wie auch life-domains balance) wird auch verwendet für das Bestreben, einen solchen Gleichgewichtszustand zu erreichen und aufrechtzuerhalten. Wodurch ein Gleichgewicht charakterisiert ist, bleibt bei der Verwendung dieses Begriffs vielfach offen. Es kann beispielsweise interpretiert werden als eine bestimmte Verteilung der eingesetzten Zeit, um eine subjektiv ausgewogene Priorisierung der Lebensbereiche zu erreichen, das heißt mit der Verteilung der Zeit auf beide Lebensbereiche zufrieden zu sein. Es wird auch oftmals verstanden als das Ausbleiben von ein- oder gegenseitigen negativen Beeinflussungen zwischen den Lebensbereichen (life-domains conflicts), während positive wechselseitige Beeinflussungen (life-domains facilitation) bislang kaum beachtet werden.
Der Ausdruck Work-Life-Balance steht ferner weitgehend für denselben Themenbereich wie der Begriff der Vereinbarkeit von Familie und Beruf; bei der Verwendung des englischsprachigen Ausdrucks Work-Life-Balance liegt aber oft eine Betonung auf der individuellen Entscheidung und der Selbstorganisation einerseits und dem Abgleich zwischen Arbeitnehmer- und Arbeitgeberinteressen andererseits, weniger auf den gesellschaftlichen Bedingungen, die das Erreichen eines Gleichgewichts erleichtern oder erschweren.
Das Erreichen der Work-Life-Balance wird auch als eine Aufgabe der Bereitstellung von Ressourcen betrachtet. Hier werden am häufigsten Zeit, Geld und Entscheidungsspielräume genannt, daneben auch persönliche Eigenschaften im Sinne physischer, psychologischer, emotionaler und sozialer Ressourcen.
Im Bestreben nach Gleichgewicht sind individuelle Einstellungen und Zielsetzungen sowie betriebliche und gesellschaftliche Bedingungen von Bedeutung. Die Schaffung von Bedingungen, die auch Eltern und Sorgepflichtigen eine Erwerbsintegration ermöglichen, hat sich im Zusammenhang mit veränderten Geschlechterrollen und demografischer Entwicklung im 20. und 21. Jahrhundert besonders in Europa zu einem zentralen gesellschaftlichen und politischen Thema entwickelt. In den USA und in Großbritannien überwiegen die Begriffsbildungen work-family balance oder work-life balance, wohingegen im deutschsprachigen Raum die Bedingungen für die Erzielung eines Gleichgewichts, insbesondere die gesellschaftlichen und politischen Bedingungen hierfür, meist unter dem Begriff der Vereinbarkeit thematisiert werden.

## Work-Life-Balance als individuelle Zielsetzung
Die Thematik der Work-Life-Balance hat für die Einzelperson je nach Lebensalter und Lebenssituation andere Schwerpunkte, auch in Abhängigkeit von der individuellen Antwort auf den Sinn des Lebens und der eigenen Auffassung von Glück. Ein großer Teil der Erwerbstätigen möchte Zeit mit den eigenen Kindern verbringen oder hat sich die Aufgabe gestellt, pflegebedürftige Angehörige zu betreuen. Für andere Personen steht etwa der Ausgleich zum Beruf durch Freizeit und Sport im Vordergrund, der Einsatz im sozialen, kulturellen oder politischen Bereich oder die Möglichkeit für ein Sabbatical als längere berufliche Auszeit, die Gewährleistung von Phasen der Erholung, eine Altersteilzeit oder Zeit für die Pflege der Gesundheit.
Einige Personen halten im Hinblick auf eine größere zeitliche Freiheit für soziales und persönliches Engagement ihren Zeiteinsatz für die Erwerbsarbeit bewusst in Grenzen. Nach Art des Simple living-Lebensstils kann eine Einschränkung des persönlichen Konsums eine größere Unabhängigkeit von der Erwerbsarbeit ermöglichen.
Zwischen der Baby-Boomer-Generation, der Generation X und der Generation Y wurden deutliche Unterschiede in der Einstellung zu Work-Life-Balance beobachtet. Vereinfachend ausgedrückt handele es sich für Baby-Boomer um einen Balanceakt zwischen Beruf und Familie, bei der die Arbeit eher als belastend betrachtet werde und ein Ausgleich in der Freizeit stattfinden müsse, um eine Lebensbalance zu erreichen. Für die Generation X seien abwechselnde Phasen von Erwerbstätigkeit und Phasen der Kindererziehung oder außerberuflicher Tätigkeiten typisch. Die Angehörigen der Generation Y legten hingegen weniger Wert auf eine strikte Trennung von Erwerbstätigkeit und Privatleben. Sie zielten vor allem darauf, die eigene Zeit sinnvoll und nützlich einzusetzen, so dass für den einen Lebensbereich eben kein Ausgleich in dem anderen notwendig ist.
Ein Gleichgewicht zwischen den Lebensbereichen ist insofern ein dynamisches Gleichgewicht, als sich die persönlichen Lebensumstände und äußeren Bedingungen stets wandeln können, andererseits ist auch Nachhaltigkeit für ein Gleichgewicht im Sinne einer Work-Life-Balance erforderlich: So wird insbesondere nicht von einer gelungenen Balance gesprochen, wenn eine Person dem Burnout nahe ist oder einem Boreout, dem Gefühl krankmachender Langeweile.
Teils wird hervorgehoben, dass es bei Work-Life-Balance darum gehe, die Bedeutung der Arbeit in eine geeignete Perspektive zum Leben als Ganzes zu rücken.
Auch für Personen, die nicht erwerbstätig sind, stellt sich gegebenenfalls die Frage der Work-Life-Balance, zumal die Arbeit in starkem Maße die Teilhabe an der Gesellschaft bestimmt. So stellt sich für Jugendliche das Erfordernis des Einstiegs in das Berufsleben bzw. der Aufnahme einer Ausbildung oder eines Studiums; für andere nicht erwerbstätige Personen stellt sich, beispielsweise für oder nach einer Auszeit für die Familie oder aufgrund persönlicher Umstände, das Erfordernis des beruflichen Wiedereinstiegs bzw. der Rückkehr in den Beruf. Auch in diesem Zusammenhang werden die in vielen westlichen Industrienationen zunehmende Arbeitslosigkeit, insbesondere bezüglich der Jugendarbeitslosigkeit, sowie eine zunehmende Prekarisierung als gesellschaftlich problematisch angesehen.
Für Rentner, deren Rente ohne Nebenverdienst zur Sicherung des Lebensunterhalts ausreicht, stellt sich zwar nicht die Frage einer Work-Life-Balance als Gleichgewicht bezüglich der Erwerbsarbeit, wenn aber Arbeit (work) allgemeiner als Arbeit im Sinne einer zielgerichteten und sinnhaften Tätigkeit interpretiert wird, stellt sich sehr wohl die Frage des individuellen Einsatzes der eigenen Kräfte. Ein großer Anteil der Rentner engagiert sich in Freiwilligenarbeit oder in der Betreuung und Erziehung der Enkel. In Paaren mit sehr großem Altersunterschied kommt es vor, dass bei Geburt eines Kindes der Vater bereits pensioniert ist oder kurz vor der Pensionierung steht und sich daher stärker als andere Väter in der Kindererziehung engagiert. Umgekehrt kann es zutreffen, dass Erwerbstätige Zeit für die Erziehung der Enkel benötigen, falls eines ihrer Kinder sehr früh Mutter oder Vater wird.

## Wechselwirkungen zwischen Lebensbereichen
In einer Sichtweise, die auch als Segmentationsmodell bezeichnet wird, werden die verschiedenen Lebensbereiche als getrennte und voneinander weitgehend unabhängige Teile angesehen. Andere Modelle betrachten die positiven und negativen Wechselwirkungen zwischen den Lebensbereichen. Wenn beispielsweise am Arbeitsplatz und im Privatleben unterschiedliche Rollenerwartungen vorliegen und verschiedene soziale Rollen eingenommen werden, kann ein Inter-Rollenkonflikt entstehen oder Rollendistanz erforderlich sein. Andere Modelle stellen dar, dass Defizite in einem Bereich durch den anderen kompensiert werden können (Kompensationsmodell) oder Ressourcen von einem Lebensbereich abgezogen werden (Ressourcen-Abfluss-Modell). Wenn die Grenzen zwischen Erwerbstätigkeit und den weiteren Lebensbereichen verwischen, spricht man von Entgrenzung der Arbeit. 

## Work-Life-Balance-Maßnahmen in Unternehmen
Für die Personalpolitik von Unternehmen und Organisationen kann eine Ausrichtung auf Work-Life-Balance und Diversity einen Wettbewerbsvorteil auf dem Arbeitsmarkt darstellen. So stellen die Ermöglichung einer Work-Life-Balance und die Positionierung als familienfreundliche Organisation Vorteile in Bezug auf Anwerbung und Motivation der Mitarbeiter dar und dienen zudem der Verringerung der Mitarbeiterfluktuation.
Während Arlie Russell Hochschild in ihrem Buch Time bind feststellte, dass in den USA familienfreundliche Arbeitsorganisation kaum angenommen werden, stellte Elisabeth von Thadden in einem Artikel der Zeit 2001 fest, in Europa vollziehe sich „eine beachtliche Gegenbewegung zur kompletten Verfügbarkeit für den Arbeitsmarkt. Eine Gegenbewegung, die darauf zielt, den Einzelnen nicht nur als Funktionsträger im Betrieb, sondern als Person mit Verantwortung für eine Familie und die eigene seelische Gesundheit zu respektieren“.
Ein Angebot flexibler Arbeitsmodelle wie die „vollzeitnahe Teilzeit“ an alle Beschäftigten gleichermaßen, und nicht nur an Eltern kleiner Kinder, vermeide eine Neiddebatte im Unternehmen.

### Betriebliche Gesundheitsförderung
In den letzten Jahren der Berufstätigkeit geraten die Erhaltung der Gesundheit, der Leistungsfähigkeit und der Motivation sowie die Vorbereitung der Pensionierung ins Augenmerk der Arbeitnehmer und Arbeitgeber. Der Arbeitgeber, der Arbeitnehmer, die öffentliche Hand und beispielsweise die Krankenkassen haben gegebenenfalls bei Arbeitsunfähigkeit, verminderter Erwerbsfähigkeit bzw. Dienstunfähigkeit unter anderem finanzielle Einbußen.
Der Arbeitgeber hat zudem eine Fürsorgepflicht gegenüber seinen Mitarbeitern: Er hat für ihr Wohlergehen Sorge zu tragen. Maßnahmen des betrieblichen Gesundheitsmanagements konzentrieren sich auf den Arbeitsschutz, die Verringerung von Stress, gesundheitliche Prophylaxe, Suchtprävention und die Vermeidung von Burnout. Auch Angebote zur ausgewogenen Ernährung, etwa in betriebseigenen Kantinen, und betrieblich geförderte Sportangebote zur Vorbeugung gegen Bewegungsmangel sind Bestandteil betrieblicher Gesundheitsvorsorge.

### Marktkräfte
Angesichts dessen, dass das Leitbild eines lebenslangen Arbeitsplatzes nicht mehr dominiert, treten die Kräfte des Arbeitsmarktes deutlich in Erscheinung. Auf Arbeitgeberseite tragen sichtbare Bedingungen der Work-Life-Balance zur Attraktivität des Arbeitgebers bei, auf Arbeitnehmerseite besteht der Wunsch, die eigene Beschäftigungsfähigkeit (Employability) zu erhalten und zugleich die eigene Lebensplanung zu verwirklichen.
Ein Teil der Arbeitnehmer arbeitet länger als vertraglich festgelegt und verlangt nach besserer Work-Life-Balance; eine kleine aber wachsende Minderheit von Arbeitnehmern sind sich ihres Einflusses als talentierte Individuen bewusst und wechseln zu einem Arbeitgeber, bei dem Erwarten, ihren Wunsch nach einem erfüllten Leben außerhalb der Arbeitszeit realisieren zu können. Werden Mitarbeiter jedoch respektiert, auch in ihren Wünschen nach individueller Gestaltung ihrer Lebens- und Arbeitsbedingungen, kann auf dieser Basis Loyalität und Motivation der Mitarbeiter entstehen.
Für Arbeitgeber besteht im Wettbewerb um Fachkräfte ein Anreiz, Unterschiede in der Lebenssituation und den Bedürfnissen der Beschäftigten aufzugreifen und eine weitere Spanne von Möglichkeiten für die Work-Life-Balance anzubieten. Das setzt voraus, nicht mehr von einem Schema des „normalen“ Beschäftigten auszugehen, welcher in Vollzeit arbeitet, bei entsprechendem Ehrgeiz jederzeit zu Überstunden bereit ist und sein Privatleben den Gegebenheiten des Berufs anpasst. Durch Modelle der Arbeitsorganisation wie Telearbeit und Arbeitszeitflexibilisierung können Wünsche der Mitarbeiter nach größerer Orts- und Zeitsouveränität realisiert werden. Zugleich sind gegenläufige Interessen der Arbeitgeber nach flexiblen, auftrags- und serviceorientierten Einsätzen ihrer Mitarbeiter zu berücksichtigen. Entsprechende Absprachen werden in den Arbeitsverträgen und kollektiven Verträgen festgelegt. Einer besseren Vereinbarkeit von Familie und Beruf dienen insbesondere betriebliche oder betriebsnah organisierte Angebote zur Kinderbetreuung, etwa Betriebskinderkrippen oder -kindergärten. Es spielt dabei eine Unterstützung der Mitarbeiter sowohl bei der Kinderbetreuung (child care) als auch bei der Betreuung Pflegebedürftiger (elder care) eine Rolle. Teilweise bieten größere Organisationen Hilfe bei der Vermittlung von Angeboten der Work-Life-Dienstleistungsbranche, beispielsweise auf Basis eines Vertrags zwischen Arbeitgeber und Vermittlungsagentur bezüglich der Kostenübernahme der Vermittlungsgebühr.
Arbeitsplatzsicherheit und Entgelt stellen ebenfalls bedeutende Faktoren der Work-Life-Balance dar, da die individuelle Lebensplanung und insbesondere die Familienplanung hiervon beeinflusst wird und zudem das subjektive Gefühl materieller Sicherheit einen Einfluss auf die Psyche nimmt. Entsprechende Kompromissmodelle werden im Konzept des Flexicurity aufgestellt.
Auch Initiativen zur Humanisierung der Arbeitswelt sollen einem besseren Gleichgewicht dienen, indem innerhalb der Arbeit mehr Raum für Persönlichkeitsentwicklung und Selbstverwirklichung geschaffen wird.

### Rolle des Managements
Der Unternehmenskultur, vor allem aber auch dem Vorgesetzten kommt bezüglich der Work-Life-Balance eine wesentliche Rolle zu. Teilzeitkräfte werden in manchen Organisationen bei Gehaltserhöhungen und Beförderungen unzureichend berücksichtigt, und Personen, die anderweitigen Verpflichtungen nachzukommen haben oder für die lange Arbeitszeiten eine Überforderung darstellen, wird eine verringerte Motivation unterstellt.
In einigen Unternehmen ermöglichen Manager zwar ihren Mitarbeitern eine Work-Life-Balance, arbeiten aber selbst zusätzliche Stunden, wenn erforderlich, und sind somit selbst am geringsten geschützt. Zugleich stellen Vorgesetzte Vorbilder dar, deren eigenes Verhalten einen wesentlichen Anstoß für einen Wandel der Unternehmenskultur darstellen kann. Wenn Vorgesetzte sich auf klare und eindeutige Weise für die eigene Work-Life-Balance und die der Mitarbeiter einsetzen, ist es für ihre Mitarbeiter leichter, selbst Flexibilisierungsangebote des Unternehmens zu nutzen, ohne dadurch Karrierenachteile zu befürchten. Vorgesetzten kommt zugleich eine wesentliche Rolle bei der Allokation von Ressourcen der Mitarbeiter zu. Wenn zusätzliche Aktivitäten oder Projekte die angezielte Arbeitsbelastung übersteigt, liegt es am Vorgesetzten, die betreffenden Tätigkeiten mit dieser Begründung abzulehnen. Wie leicht dies dem Vorgesetzten fällt, dies angesichts Termindrucks zu tun und auf höherer oder Stakeholder-Ebene zu vermitteln, hängt mit den Kompetenzen der Führungskraft, aber auch mit der Unternehmenskultur als Ganzes zusammen.

## Einflussfaktoren auf die Work-Life-Situation
Es bestehen keine einheitlichen Methoden zur Messung der individuellen Work-Life-Balance. Untersuchungen zur Work-Life-Balance setzen daher jeweils eine eigene Art der Auswertung der Ergebnisse voraus.
Der Grad der Zufriedenheit mit der eigenen Work-Life-Situation hängt von vielen Faktoren ab, so von der Arbeitsorganisation, von Alter, Geschlecht, Art der beruflichen Tätigkeit und von der Branche.

### Art der Tätigkeit und Branche
Nach Empfehlungen der Europäischen Stiftung zur Verbesserung der Lebens- und Arbeitsbedingungen (Eurofound), basierend auf Ergebnissen der vierten „Europäischen Erhebung über Arbeitsbedingungen“, die 2005 von Eurofound durchgeführt wurde, kann eine Förderung von Arbeitsorganisationsformen nach dem Prinzip des „selbstbestimmten Lernens“ (Discretionary Learning) im Vergleich mit der Organisationsform der „schlanken Fertigung“ und der tayloristischen Organisationsform zu besserer Vereinbarkeit von Arbeit und Privatleben führen. Die Organisationsform des „selbstbestimmten Lernens“ sei (auf 2005 bezogen) beispielsweise in der Dienstleistungsbranche besonders ausgeprägt, sei vor allem bei Führungskräften, Selbständigen und Fachkräften gegeben, und vorrangig bei älteren Arbeitnehmern.
Gemäß einer Befragung von 2007 unter rund 250 Managern, zu 80 Prozent aus der obersten Führungsebene, lagen im Baugewerbe, in der Automobilindustrie und bei Unternehmensberatungen größere Probleme bezüglich der Work-Life-Balance vor als im Medienbereich und in der Elektrotechnik, während in der Pharmaindustrie und im Versicherungsbereich geringere Probleme vorlagen. Gerade im höheren Management sei die Balance vor allem vom Individuum selbst abhängig – von seinem Zeit- und Selbstmanagement, der Bereitschaft zum Delegieren, der Stressverarbeitung und einem eventuellen Medikamenten- oder Drogenmissbrauch – in zweiter Linie von der Unternehmenskultur, und an dritter Stelle von der Unterstützung durch den Lebenspartner. Anzumerken ist, dass es sich hierbei nicht notwendigerweise um kausale Zusammenhänge handelt, und dass die Befragung auf einen Personenkreis beschränkt war, dem der Aufstieg in das Management bereits gelungen war.

### Geschlecht
Yvonne Lott, Expertin für Arbeitszeiten der Hans-Böckler-Stiftung, untersuchte Zusammenhänge zwischen Arbeitszeitmodellen, Verhalten und Arbeitsbelastungen von Frauen und Männern. Ausgewertet wurden dafür Angaben von gut 10.000 Personen aus der Haushaltsbefragung Sozio-oekonomisches Panel (SOEP) der Jahre 2011 und 2012. Es zeigten sich Unterschiede zwischen den Geschlechtern.
Als Fazit sah die Forscherin die von Unternehmen häufig geforderte weitere Deregulierung der Arbeitszeitbestimmungen „äußerst kritisch“. Neben den negativen Konsequenzen für die Work-Life-Balance verschärfen Modelle wie die völlige Arbeitszeitautonomie auch die Ungleichheit zwischen den Geschlechtern. Die Forscherin sprach das „Risiko der Traditionalisierung von Partnerschaften“ an, weil eine Seite – wahrscheinlich meist die Frau – der anderen den „Rücken frei halten“ muss.
Im Einzelnen wurde festgestellt:
- Bei Männern wirken sich selbstbestimmte, aber immer noch geregelte Arbeitszeiten (z. B. Gleitzeit) positiv auf die Work-Life-Balance aus.[22]
- Bei völlig selbstbestimmten Arbeitszeiten fallen Abschalten und abendliche Ruhe Männern – und nur diesen! – viel schwerer als bei festen Zeiten. Yvonne Lott sieht die Ursache hierfür darin, „dass gerade Männer dazu neigen, ohne vorgegebene Grenzen übermäßig lange zu arbeiten“. Dagegen nutzten Frauen als „typischerweise geübtere Grenzgängerinnen“ die zeitliche Flexibilität eher für die Koordination von Haus- und Sorgearbeit mit bezahlter Arbeit statt für unzählige Überstunden.[22]
- Vor allem Frauen stehen unter hoher psychischer Belastung, wenn der Arbeitgeber die Dienstzeiten kurzfristig und unvorhersehbar ändert. Eine solche Situation erschwert die Planung des Alltags entscheidend, und dies ist vor allem für Frauen ein Stressfaktor, weil diese „traditionell den größeren Teil der Haus-, Pflege- und Erziehungsarbeit übernehmen“.[22]

## Gesetzgebung (Deutschland)
Einzelne Aspekte von Work-Life-Balance sind in Deutschland unter anderem durch das Arbeitszeitgesetz (ArbZG), das Arbeitsschutzgesetz, die Arbeitsstättenverordnung (ArbStättV), die Bildschirmarbeitsverordnung (BildscharbV), die Betriebssicherheitsverordnung, das Bundesurlaubsgesetz (BUrlG), das Gesetz zum Elterngeld und zur Elternzeit (BEEG), das Teilzeit- und Befristungsgesetz (TzBfG), das Kündigungsschutzgesetz (KSchG) und das Pflegezeitgesetz (PflegeZG) geregelt.